# 여단 목록
다음은 군사 조직에서 여단에 관한 목록의 색인이다.

## 나라별
- 대한민국 육군의 여단 목록
- 독일
  - 독일 국방군의 여단 목록
  - 독일 연방방위군 육군의 여단 목록
- 미국
  - 미국 육군의 여단 목록
  - 미국 해병대의 여단 목록
- 영국
  - 영국 육군의 여단 목록
- 오스트레일리아 육군의 여단 목록
- 우크라이나의 여단 목록
- 이스라엘 방위군의 여단 목록
- 일본
  - 일본 제국 육군의 여단 목록
  - 육상자위대의 여단 목록

## 같이 보기
- 대대 목록
- 연대 목록 (군사)
- 사단 목록
- 군단 목록

| Disambiguation icon | 이 문서는 명칭이 같고 같은 종류에 속하는 여러 대상을 연결하는 색인 문서입니다. |